# Instytut Technologii Paliw i Energii
Instytut Technologii Paliw i Energii - ITPE (do 23 czerwca 2022 Instytut Chemicznej Przeróbki Węgla) – polski instytut badawczy z siedzibą w Zabrzu (dzielnica Biskupice). Zakres działalności ITPE obejmuje dostarczanie wiedzy dla przedsiębiorstw działających w obszarze karbochemii, energetyki, górnictwa i przetwarzania odpadów. Instytut opracowuje rozwiązania technologiczne związane z użytkowaniem paliw kopalnych oraz odnawialnych i alternatywnych źródeł energii. Podlega ministrowi, w którego gestii znajduje się gospodarka złożami kopalin.

## Zakłady badawcze
- Zakład Transformacji Energetycznej
- Zakład Gospodarki o Obiegu Zamkniętym
- Zakład Technologii Koksowniczych
- Zakład Ochrony Powietrza
- Laboratorium Chemii Analitycznej[3]

## Zarządzający
Dyrektorzy
- 1955–1973 – prof. Stefan Rosiński
- 1973–1991 – prof. dr hab inż. Henryk Zieliński
- 1991–2013 – dr hab. inż. Marek Ściążko
- od 2013 – dr inż. Aleksander Sobolewski[4]

Przewodniczący Rady Naukowej
- kadencja 2015–2019 – prof. dr hab. inż. Krzysztof Warmuziński[5]
- kadencja 2017–2021 – prof. dr hab. inż. Janusz Kotowicz[6]
- kadencja 2021–2025 – prof. dr hab. inż. Janusz Kotowicz[7]